# Élèves des écoles de La Martinière
Sont ici listés quelques personnes illustres, professeurs et anciens élèves des écoles de La Martinière appelés communément « Martins ». 
Ces écoles, fondées à la demande posthume du major général Claude Martin, sont aujourd’hui au nombre de deux en Inde et de trois en France :
- La Martinière de Calcutta à Calcutta (un lycée de garçon et un lycée de fille) ;
- La Martinière de Lucknow à Lucknow (un lycée de garçon et un lycée de fille) ;
- Lycée La Martinière Monplaisir à Lyon ;
- Lycée La Martinière Duchère à Lyon ;
- Lycée La Martinière Diderot à Lyon.

## Martins de Calcutta

### Business
- C K Birla, industriel ;
- Sir Catchick Paul Chater, philanthrope ;
- Atul Singh, président de Coca-Cola en Inde[1] ;
- Manasije Mishra, directeur d'IL&FS (société du Groupe HSBC en Inde) ;
- Vijay Mallya, homme d'affaires milliardaire, président de United Breweries et Kingfisher Airlines ;
- Hemant Kanoria, PDG de Srei Infrastructure Finance Limited.

### Sport
- Nafisa Ali, nageuse, actrice, femme politique ;
- Ann Lumsden, première femme à remporter le prix Arjuna en hockey sur gazon ;
- Rishi Narayan, golfeur médaillé d'or aux Jeux Asiatiques de 1982 ;
- Chhanda Gayen (en), première femme bengali à gravir le mont Everest ;
- Vece Paes, médaille de bronze aux jeux olympiques d'été de 1972 en hockey sur gazon et père de Leander Paes ;
- Leander Paes, joueur de tennis, médaille de bronze aux jeux olympiques d'été de 1996 à Atlanta ;
- Enrico Piperno, joueur de tennis ;
- Oscar Ward, boxeur.

### Cinéma/télévision
- Merle Oberon, actrice.

### Politique
- Mawsam Noor, parlementaire indien ;
- Saiyid Nurul Hasan, historien, ministre de l'éducation et gouverneur indien ;
- Kamakhya Prasad Singh Deo, ancien ministre indien.

### Journalisme
- Swapan Dasgupta, chroniqueur et ancien directeur de la rédaction de l' India Today ;
- Chandan Mitra, membre du parlement indien ;
- Cruche Suraiya, éditeur associé du Times of India, auteur et chroniqueur ;
- Sanjoy Narayan, rédacteur en chef de l' Hindustan Times ;
- Suhel Seth , chroniqueur et chef de la direction de Counselage.

## Martins deLucknow

### Affaires
- Amrit Kiran Singh, directeur régional et vice-président de Brown-Forman New Delhi[2] ;
- Nusrat Durrani, premier vice-président et directeur général de MTV ;
- Shahnaz Husain, entrepreneur dans la cosmétique[3].

### Défense
- Lieutenant-Général Gul Hassan Khan, chef de l'Armée pakistanaise ;
- Général Fremantle, militaire ;
- Denzil Keelor et Trevor Keelor, soldats s'étant illustrés durant la deuxième guerre indo-pakistanaise[4] ;
- Major-Général Vijay Krishna, colonel-commandant du corps des Ingénieurs électriciens et mécaniciens de l'Armée indienne[5] ;
- Général Larkins, militaire ;
- Lieutenant-Général Akhtar Abdur Rahman, Directeur de l'Inter-Services Intelligence (ISI) pakistanais, a dirigé le Djihad contre l'Armée Soviétique ;
- Brigadier Leonard Raza, soldat s'étant illustré pendant la campagne de Birmanie.

### Éducation
- Roy Robinson, directeur de la prestigieuse Bishop Cotton School à Shimla ;
- Frederick James Rowe (en), ancien professeur d'anglais à Lucknow, compositeur de l'hymne officiel des écoles de la Martinière Vive La Martinière[6].

### Cinéma/télévision
- Roshan Abbas, animateur radio et télévision[7] ;
- Muzaffar Ali, réalisateur, producteur et scénariste indien de Bollywood ;
- Priyanka Chopra, actrice et Miss Monde 2000[8] ;
- Maureen Wadia, rédactrice en chef de Gladrags. Son mari est l'industriel Nusli Wadia[9] ;
- Amit Sadh, acteur ;
- Ashish Kapoor, acteur ;
- Ali Fazal, acteur ;
- George Baker, acteur.

### Politique
- Isha Basant Joshi, première femme officier du Service Civil Indien et première jeune fille indienne à être admis à la Martinière de Lucknow[10] ;
- K. Raghunath, ancien secrétaire aux affaires étrangères de l'Inde[11] et ambassadeur de l'Inde en Russie[12] ;
- Sameer Sharma, secrétaire du gouvernement indien.

### Journalisme
- Vinod Mehta, éditeur de magazine[13] ;
- Saeed Naqvi, journaliste[14].

### Musique
- Munni Begum, chanteur ghazal pakistanais.

### Littérature
- Krishna Prakash Bahadur, écrivain, poète et philosophe[15] ;
- Mukul Deva, militaire, auteur et romancier ;
- Attia Hosain, journaliste et écrivain[16] ;
- Allan Sealy, auteur de Trotter-Nama[17], sélectionné pour le  Prix Booker ;
- Satish Agarwal, vice-président du Vishwa Hindu Parishad ;
- Arun Nehru, analyste politique, ex-ministre et chroniqueur[18].

### Sciences
- Praveen Chaudhari, physicien, ancien vice-président de la Science à IBM [réf. nécessaire] et récipiendaire de la Médaille Nationale de la Technologie ;
- Rajendra K. Pachauri, ancien président du GIEC de 2002 à 2015, prix Nobel de la paix 2007[19].

### Sport
- Merv Adams, entraîneur de l'équipe nationale masculine australienne de hockey sur gazon ayant remporté la médaille d'argent aux jeux Olympiques d'été de Montréal en 1976[20] ;
- Fred Browne, premier entraîneur olympique d'Australie (1956) en hockey sur gazon.

### Autres
- Anjali Gopalan, fondatrice et directrice exécutive de La Naz Foundation (Inde) Trust, élu l'une des 100 personnes les plus influentes dans le monde en 2012 par le Times ;
- George Abraham, fondateur et PDG de la Score Foundation ;
- Edward Hilton, auteur d'un témoignage sur le siège de Lucknow ;
- Charles Palmer, ingénieur civil et survivant du siège de Lucknow ;
- Joseph Smith, ingénieur civil sur les principaux projets de canaux, récipiendaire des insignes de chevalier en 1932 ;
- Syed Khalid Rizvi, policier, professeur de Justice Pénale aux États-Unis, récipiendaire de la Indian Police Medal en 1989 et de la President's Police Medal en 1995 ;
- Rajiv Deengar, médaille d'argent de la Royal Society for the Promotion of Arts, à Londres, en 1984.

### Personnels et élèves de Lucknow ayant reçu laIndian Mutiny Medal
La Indian Mutiny Medal (en) a été attribuée aux garçons de La Martinière de Lucknow  en 1858, pour leur aide dans la défense de Lucknow lors du siège de 1857.
| - C. Aratoon - M. Aratoon - M. Barker - R. H. Baxter - A. Carlow - J. Cawood - W. Clarke - J. Collins - G. Coulturan - E. Creed - G. Creed - G. Curson - E. Des Crosses - J. Dillen - G. Drummond - R. Grucher - J. Holden - J. Holt - A. Hornby | - J. Hornley - D. Isaacson - W. Isaacson - James Luffman - John Luffman - J. Lynch - Daniel MacDonald - David MacDonald - G. Mathews - J. Mathews - W. Mathews - C. McArthur - E. Medley - G. Medley - L. Nicholls - G. Paschand - J. Phillips - W. Pigott - W. Pritchard | - C. Probell - J. Purcell - W. Reid - G. Roberts - J. Sangster - J. Smart - W. Smart - J. Smith - W. Smith - F. Sutton - J. Sutton - J. Virtue - G. Wade - W. Wade - H. Walsh - J. Walsh - R. Watkins - S. Wrangle |

Le personnel suivant du lycée de garçon de La Martinière de Lucknow a également reçu la Indian Mutiny Medal, pour les mêmes raisons :
- George Archer, enseignant ;
- H. Manivelle, proviseur ;
- Charles Dodd, enseignant ;
- William Hilton, instructeur (artillerie du Bengale) ;
- J. de Ravara, steward ;
- George Schilling, principal ;
- M. Mur, enseignant.

## Martins de Lyon
La Société des Anciens Elèves de la Martinière a été créée en 1867. son siège se trouve au 4 rue Thimmonier, Lyon 1er.

### Affaires
- Jean-Michel Aulas, homme d'affaires, président de l'Olympique lyonnais[23] ;
- Roland Bernard, chef d’entreprise et homme politique[24],[25] ;
- Bruno Bonnell, entrepreneur et député, cofondateur d’Infogrames et ex-président d’Infogrames puis Atari ;
- François Coignet, industriel, pionnier du béton armé et de la préfabrication en France ;
- François Ducharne, fondateur des Soieries Ducharne[26] ;
- François Gillet, industriel lyonnais du textile et de la teinture à l'origine de la dynastie Gillet ;
- Léon Givaudan, frère de Xavier, cofondateur de la société Givaudan et des établissements Givaudan-Lavirotte à Lyon ;
- Xavier Givaudan, cofondateur de la société Givaudan et des établissements Givaudan-Lavirotte à Lyon ;
- Nicolas Grillet, industriel chimiste, fondateur de Rhodia et 1er président de Rhône-Poulenc[27] ;
- Jean-Baptiste Perret, codirecteur avec son frère de la Société Perret & fils qui deviendra Saint-Gobain[28],[29] ;
- Michel Perret, codirecteur avec son frère de la Société Perret & fils qui deviendra Saint-Gobain[28],[29] ;
- Philibert-Tobie Robatel, industriel, fondateur de Buffaud & Robatel[30] ;
- Édouard Rochet, industriel, à l'origine de la création de la firme Rochet-Schneider à Lyon avec Théodore Schneider[31] ;
- Christophe Sapet, entrepreneur, cofondateur d’Infogrames et fondateur de Navya[32] ;
- Jean-Claude Sansoë, homme d’affaires, président de NETexcom[33],[34] ;
- Roland Vardanega, ancien président du directoire de PSA Peugeot Citroën, membre de l'Académie des Technologies[23].

### Cinéma, télévision et radio
- Jo Dona, chanteur, animateur radio et producteur d’ Inter danse sur France Inter[35] ;
- André Falcon, acteur et sociétaire de la Comédie-Française ;
- Inabata Katsutarō, industriel et pionnier du cinéma japonais ;
- Auguste Lumière, l’un des deux frères Lumière inventeurs du cinéma[19] ;
- Louis Lumière, l’un des deux frères Lumière inventeurs du cinéma[19] ;
- Marius Perrigot, pionnier du cinéma[36] ;
- Alexandre Promio, pionnier du cinéma.

### Littérature
- Henri Béraud, romancier et journaliste, prix Goncourt 1922 ;
- Frédéric Dard, écrivain[22] ;
- André Mure, écrivain, journaliste et homme politique[37].

### Arts décoratifs et figuratifs
- Benedetto Bufalino, artiste plasticien[38] ;
- Jean-Christophe Chauzy, dessinateur ;
- Robert Darnas, sculpteur ;
- Tony Garnier, architecte et urbaniste[22] ;
- François Grivet, architecte et ingénieur ;
- Abraham Hirsch, architecte de la ville de Lyon;
- Philippe Nigro, designer pour de nombreuses marques dont Hermès[39] ;
- Étienne Pagny, sculpteur ;
- Gilles Perraudin, architecte ;
- François Roca, illustrateur ;
- Louis Auguste Roubaud sculpteur ;
- Paul Siché, peintre ;
- Charles Textor, sculpteur ;
- Laurent Vianay, architecte.

### Sciences
- Jean Bellissard, physicien[40] ;
- Antonin Boulade[41], opticien, dépositaire avec son frère Léo de nombreux brevets en optique et photographie ;
- Léo Boulade[41], opticien, dépositaire avec son frère Antonin de nombreux brevets en optique et photographie ;
- Auguste Dupin, ingénieur, « père » du moteur 5 cylindres[42] ;
- Nicolas Guinon, chimiste, inventeur d'une nouvelle méthode pour teinter la soie à l'aide d'acide picrique[43] ;
- Etienne Marnas, chimiste, inventeur de la « pourpre française »[43] ;
- François Pascal, opticien, inventeur du premier appareil photographique automatique[44] ;
- Maurice Pouzet, mathématicien ;
- Alphonse Seyewetz, chimiste, pionnier de la photographie ;
- Paul Sisley, chimiste, spécialiste des matières colorantes artificielles et des produits chimiques, professeur de l'université de Lyon[45],[46] ;
- François-Emmanuel Verguin, chimiste ayant synthétisé la Fuchsine[43].

### Autres
- Claude Bloch, rescapé de l'Holocauste ;
- Raymond Chirat, historien du cinéma ;
- Francis Coucheroux, ébéniste, créateur des portes isoplanes ;
- André Gamet, reporter-photographe ;
- Adrien Gobin, ingénieur, professeur à l'école centrale de Lyon, fondateur de l'association des anciens élèves, chevalier de la Légion d'honneur[47] ;
- Khaled Kelkal, terroriste islamiste algérien ;
- Yamada Tadazumi, consul du Japon à Lyon, père de Kikou Yamata.

### Professeurs de l'école
- Jean-Marie Auzias, philosophe, poète, professeur de philosophie[48] ;
- Jean-Christophe Chauzy,  auteur de bande dessinée, professeur de design graphique ;
- Tony Desjardins, architecte, professeur de dessin ;
- Gaspard Alphonse Dupasquier, médecin, pharmacien et chimiste, professeur de chimie ;
- Louis Dupasquier, architecte, professeur de dessin d'architecture ;
- Charles Esclozas, calligraphe, professeur de grammaire et écriture ;
- Pierre-Jules Goybet, directeur de l’école dans les années 1860 ;
- Charles-Henri Tabareau, polytechnicien, fondateur et premier directeur de l'école, créateur de la méthode d'enseignement dite « de Tabareau » ou « de La Martinière »[49],[50].